# ProvideX
ProvideX (en abrégé, PVX) est un langage « BASIC ».
Le langage ProvideX a le double avantage d'être simple, et très complet.
Il est donc facile à apprendre. 
Un développeur non initié peut rapidement réaliser ses premières applications, mais l'expert a accès aux couches parmi les plus basses du système pour programmer dans le détail des logiciels très pointus.
Un des principaux avantages de ce langage est qu'il est portable sur plusieurs plates-formes (Windows, Unix-Linux, MAC) ; ainsi, les applications réalisées en ProvideX pourront être distribuées « universellement », sans obliger l'utilisateur à adopter un système d'exploitation plutôt qu'un autre.
Il faut néanmoins noter que cet aspect "multiplateformes" n'est pas une caractéristique du langage même mais plutôt de son portage sous Java
Le système de données géré nativement par ProvideX permet la création de fichiers multi-clefs (jusqu'à 255 clefs de 255 segments chacune), d'une capacité de plusieurs téraoctets. Ces fichiers permettent un accès de type ISAM (séquentiel indexé) aux données, gèrent les transactions (commit, rollback), et permettent donc de restituer leur état initial en cas d'abandon de procédure de modification de données.
Il est ouvert sur les technologies relatives aux bases de données relationnelles, au Web, aux serveurs d'applications…
En France, la communauté de développeurs PVX est nouvelle et restreinte.
Les utilisateurs sont relativement nombreux, mais les applications de gestion qu'ils utilisent sont suffisamment indépendantes et fonctionnelles pour leur permettre d'ignorer que leurs logiciels sont développés avec ProvideX.
Aux États-Unis, l'utilisation de ce langage dans des progiciels renommés de comptabilité et de finances en fait un des plus efficaces dans le monde des logiciels destinés à la gestion.[réf. nécessaire]
Le site : http://www.pvxaddict.net est en français.
Il constitue une bonne base de connaissance et d'accès à l'arsenal des outils de développement que ProvideX propose.
1. ↑  « PxPlus Development Suite 2022 Sep 2022 (Current Build V19.10) », septembre 2022 (consulté le 19 avril 2023)